# لوتي ووبن موي
لوتي ووبن موي (مواليد 11 يناير 1999) هي لاعبة كرة قدم إنجليزية تلعب في مركز المدافع في نادي أرسنال.

## روابط خارجية
- لوتي ووبن موي على موقع الاتحاد الدولي (مؤرشف)  (الإنجليزية)
- لوتي ووبن موي على موقع الاتحاد الأوربي (الإنجليزية)
- لوتي ووبن موي على موقع قاعدة بيانات كرة القدم.إي يو (الإنجليزية)
- لوتي ووبن موي على موقع Soccerway.com (الإنجليزية)
- لوتي ووبن موي على موقع أوليمبيديا (الإنجليزية)